# Estación de Pegões
La Estación Ferroviária de Pegões, también conocida como Estación de Pégões, es una plataforma de la Línea del Alentejo, que sirve a la localidad de Pegões, en el ayuntamiento de Montijo, en Portugal.

## Descripción

### Vías y plataformas
Disponía, en enero de 2011, de dos vías de circulación, con 653 y 523 metros de longitud; una plataforma tenía 98 metros de extensión y 25 centímetros de altura, mientras que la otra presentaba 26 metros de longitud, y 90 centímetros de altura.

### Localización y accesos
Esta plataforma se encuentra junto a la Avenida de la Estação Ferroviária de Pegões.

## Historia
Esta plataforma se inserta entre las estaciones de Barreiro y Bombel de la Línea del Alentejo, habiendo entrado este tramo en servicio el 15 de junio de 1857.